# Aleksandr Krushelnitskiy
Aleksandr Krouchelnitski (Александр Александрович Крушельницкий en russe), né le 20 mai 1992 à Saint-Pétersbourg, est un curleur russe.

## Biographie
Aleksandr Krushelnitskiy a remporté le titre de Champion du monde en 2016 dans les catégories du simple et double mixte. 
Il est retenu pour participer au tournoi olympique de double mixte de 2018 avec sa femme Anastasia Bryzgalova. Il y est testé positif au Meldonium.

## Palmarès

### Jeux olympiques d'hiver
- Médaillé de bronze au Tournoi de double mixte de curling aux Jeux olympiques d'hiver de 2018 à Pyeongchang. La médaille lui sera finalement retirée pour contrôle positif au meldonium.

### Championnats du monde
- Médaille d'or au Championnat du monde mixte 2016 à Champéry.
- Médaille d'or au Championnat du monde double mixte 2016 à Östersund.